# Formula Nippon 2010
La stagione 2010 della Formula Nippon è la trentanovesima edizione della più importante serie giapponese di vetture a ruote scoperte, la quindicesima con questa denominazione. Viene disputata su 8 gare. È previsto anche un ultimo weekend con due gare, non valide per il campionato. La serie è stata vinta dal pilota brasiliano João Paulo de Oliveira su Swift-Toyota.

## La pre-stagione

### Calendario
| Gara | Nome     | Circuito           | Giri | Lunghezza           | Data         |
| ---- | -------- | ------------------ | ---- | ------------------- | ------------ |
| 1    | 2&4 Race | Circuito di Suzuka | 37   | 37x5,807=214,859 km | 18 aprile    |
| 2    |          | Circuito di Motegi | 52   | 52x4,801=249,652 km | 23 maggio    |
| 3    |          | Circuito del Fuji  | 44   | 44x4,563=200,772 km | 18 luglio    |
| 4    |          | Circuito di Motegi | 52   | 52x4,801=249,652 km | 8 agosto     |
| 5    |          | Sportsland SUGO    | 62   | 62x3,704=229,648 km | 26 settembre |
| 6    |          | Autopolis          | 50   | 50x4,674=233,7 km   | 17 ottobre   |
| 7    |          | Circuito di Suzuka | 20   | 20x5,807=116,14 km  | 7 novembre   |
| 8    |          | Circuito di Suzuka | 28   | 28x5,807=162,596 km | 7 novembre   |

### Gare non valide per il campionato
| Gara | Nome                                        | Circuito          | Giri | Lunghezza           | Data        |
| ---- | ------------------------------------------- | ----------------- | ---- | ------------------- | ----------- |
| 1    | Super GT and Formula Nippon Sprint Cup 2010 | Circuito del Fuji | 22   | 22x4,563=100,386 km | 14 novembre |
| 2    | Super GT and Formula Nippon Sprint Cup 2010 | Circuito del Fuji | 22   | 22x4,563=100,386 km | 14 novembre |

- Tutte le corse sono disputate in Giappone.

## Piloti e team
| Team                         | Motore      | Nr. | Pilota                 | Status | Gare  |
| ---------------------------- | ----------- | --- | ---------------------- | ------ | ----- |
| Docomo Team Dandelion Racing | Honda HR10E | 1   | Loïc Duval             |        | Tutte |
| Docomo Team Dandelion Racing | Honda HR10E | 2   | Takuya Izawa           |        | Tutte |
| Kondo Racing                 | Toyota RV8K | 3   | Tsugio Matsuda         |        | 4-8   |
| Team LeMans                  | Toyota RV8K | 7   | Kei Cozzolino          | R      | Tutte |
| Team LeMans                  | Toyota RV8K | 8   | Hiroaki Ishiura        |        | Tutte |
| HFDP Racing                  | Honda HR10E | 10  | Koudai Tsukakoshi      |        | Tutte |
| Motul Team                   | Honda HR10E | 16  | Yuji Ide               |        | Tutte |
| KCMG                         | Toyota RV8K | 18  | Katsuyuki Hiranaka     |        | Tutte |
| Mobil 1 Team Impul           | Toyota RV8K | 19  | João Paulo de Oliveira |        | Tutte |
| Mobil 1 Team Impul           | Toyota RV8K | 20  | Kohei Hirate           |        | Tutte |
| Deliziefollie/Cerumo-Inging  | Toyota RV8K | 29  | Takuto Iguchi          | R      | Tutte |
| Nakajima Racing              | Honda HR10E | 31  | Naoki Yamamoto         | R      | Tutte |
| Nakajima Racing              | Honda HR10E | 32  | Takashi Kogure         |        | Tutte |
| Petronas Team TOM'S          | Toyota RV8K | 36  | André Lotterer         |        | Tutte |
| Petronas Team TOM'S          | Toyota RV8K | 37  | Kazuya Oshima          |        | Tutte |

| Icona | Status     |
| ----- | ---------- |
| R     | Esordiente |

- Tutte le vetture sono Swift FN09.

## Risultati e classifiche

### Risultati
| Gara | Circuito        | Tempo       | Velocità    | Pole Position          | GPV                    | Vincitore              | Vettura      | Team                |
| ---- | --------------- | ----------- | ----------- | ---------------------- | ---------------------- | ---------------------- | ------------ | ------------------- |
| 1    | Suzuka          | 1'05.05.452 | 196,54 km/h | Takashi Kogure         | Kohei Hirate           | Takashi Kogure         | Swift-Honda  | Nakajima Racing     |
| 2    | Motegi          | 1'35.31.811 | 156,80 km/h | João Paulo de Oliveira | João Paulo de Oliveira | João Paulo de Oliveira | Swift-Toyota | Team Impul          |
| 3    | Fuji            | 1'06:05.040 | 182,29 km/h | Loïc Duval             | Kohei Hirate           | Kohei Hirate           | Swift-Toyota | Team Impul          |
| 4    | Motegi          | 1'27:17.626 | 171,59 km/h | Takashi Kogure         | João Paulo de Oliveira | Loïc Duval             | Swift-Honda  | Dandelion Racing    |
| 5    | Sportsland SUGO | 1'17:52.542 | 176,95 km/h | Loïc Duval             | André Lotterer         | Kazuya Oshima          | Swift-Toyota | Petronas Team TOM'S |
| 6    | Autopolis       | 1'26:07.759 | 162,80 km/h | Kazuya Oshima          | Kei Cozzolino          | André Lotterer         | Swift-Toyota | Petronas Team TOM'S |
| 7    | Suzuka          | 34:31.275   | 201,86 km/h | Loïc Duval             | Loïc Duval             | Loïc Duval             | Swift-Toyota | Dandelion Racing    |
| 8    | Suzuka          | 49:31.945   | 196,96 km/h | João Paulo de Oliveira | Takashi Kogure         | João Paulo de Oliveira | Swift-Toyota | Team Impul          |

### Classifica piloti
I punti sono assegnati secondo lo schema seguente:
| Gare 1-6 | 10 | 8 | 6 | 5   | 4 | 3   | 2 | 1   | 1 |
| Gare 7-8 | 8  | 4 | 3 | 2,5 | 2 | 1,5 | 1 | 0,5 | 1 |

| Pos | Pilota                 | 2&4 | MOT | FUJ | MOT | SUG | AUT | SUZ | SUZ | Punti |
| --- | ---------------------- | --- | --- | --- | --- | --- | --- | --- | --- | ----- |
| 1   | João Paulo de Oliveira | 2   | 1   | 3   | 6   | 11  | 2   | 4   | 1   | 47,5  |
| 2   | André Lotterer         | 3   | 3   | 2   | Rit | 3   | 1   | 3   | 2   | 43    |
| 3   | Loïc Duval             | 6   | 4   | 14  | 1   | 2   | NP  | 1   | 4   | 39,5  |
| 4   | Takashi Kogure         | 1   | 6   | 5   | 2   | 5   | Rit | 2   | 3   | 38    |
| 5   | Kohei Hirate           | 4   | 7   | 1   | 3   | 12  | 8   | 9   | 6   | 25,5  |
| 6   | Kazuya Oshima          | 12  | 8   | 4   | 5   | 1   | NP  | 5   | 7   | 24    |
| 7   | Naoki Yamamoto         | 7   | 5   | 7   | 4   | Rit | 5   | 6   | 5   | 20,5  |
| 8   | Hiroaki Ishiura        | 10  | Rit | 6   | 8   | 4   | 3   | 7   | 10  | 16    |
| 9   | Koudai Tsukakoshi      | 8   | 2   | 11  | 10  | Rit | SQ  | 10  | 12  | 9     |
| 10  | Kei Cozzolino          | Rit | 10  | 8   | 13  | 7   | 4   | 13  | 14  | 8     |
| 11  | Takuya Izawa           | 5   | 11  | 9   | 11  | 6   | NP  | 11  | 11  | 7     |
| 12  | Katsuyuki Hiranaka     | Rit | NP  | 13  | 7   | Rit | 7   | 12  | 13  | 4     |
| 13  | Takuto Iguchi          | 11  | Rit | 12  | 12  | 10  | 6   | 15  | Rit | 3     |
| 14  | Yuji Ide               | 9   | 9   | 10  | 9   | 9   | NP  | 8   | 8   | 1     |
| 15  | Tsugio Matsuda         |     |     |     | Rit | 8   | Rit | 14  | 9   | 1     |
| Pos | Pilota                 | 2&4 | MOT | FUJ | MOT | SUG | AUT | SUZ | SUZ | Punti |

| Colore  | Risultato             |
| ------- | --------------------- |
| Oro     | Vincitore             |
| Argento | 2º posto              |
| Bronzo  | 3º posto              |
| Verde   | Finito a punti        |
| Blu     | Finito senza punti    |
| Viola   | Ritirato (Rit)        |
| Viola   | Non classificato (NC) |
| Rosso   | Non qualificato (NQ)  |
| Nero    | Squalificato (SQ)     |
| Bianco  | Non partito (NP)      |
| Bianco  | Non ha gareggiato     |
| Bianco  | Infortunato (INF)     |
| Bianco  | Escluso (ES)          |
| Bianco  | Gara cancellata (C)   |

### Classifica scuderie
| Pos | Team                         | Pilota     | 2&4 | MOT | FUJ | MOT | SUG | AUT | SUZ | SUZ | Punti |
| --- | ---------------------------- | ---------- | --- | --- | --- | --- | --- | --- | --- | --- | ----- |
| 1   | Mobil 1 Team Impul           | Oliveira   | 2   | 1   | 3   | 6   | 11  | 2   | 4   | 1   | 68    |
| 1   | Mobil 1 Team Impul           | Hirate     | 4   | 7   | 1   | 3   | 12  | 8   | 9   | 6   | 68    |
| 2   | Petronas Team TOM'S          | Lotterer   | 3   | 3   | 2   | Rit | 3   | 1   | 3   | 2   | 66    |
| 2   | Petronas Team TOM'S          | Oshima     | 12  | 8   | 4   | 5   | 1   | NP  | 5   | 7   | 66    |
| 3   | Nakajima Racing              | Yamamoto   | 7   | 5   | 7   | 4   | Rit | 5   | 6   | 5   | 56,5  |
| 3   | Nakajima Racing              | Kogure     | 1   | 6   | 5   | 2   | 5   | Rit | 2   | 3   | 56,5  |
| 4   | Docomo Team Dandelion Racing | Duval      | 6   | 4   | 14  | 1   | 2   | NP  | 1   | 4   | 40,5  |
| 4   | Docomo Team Dandelion Racing | Izawa      | 5   | 11  | 9   | 11  | 6   | NP  | 11  | 11  | 40,5  |
| 5   | Team Le Mans                 | Cozzolino  | Rit | 10  | 8   | 13  | 7   | 4   | 13  | 14  | 24    |
| 5   | Team Le Mans                 | Ishiura    | 10  | Rit | 6   | 8   | 4   | 3   | 7   | 10  | 24    |
| 6   | HFDP Racing                  | Tsukakoshi | 8   | 2   | 11  | 10  | Rit | SQ  | 10  | 12  | 9     |
| 7   | KCMG                         | Hiranaka   | Rit | NP  | 13  | 7   | Rit | 7   | 12  | 13  | 4     |
| 8   | Cerumo Inging                | Iguchi     | 11  | Rit | 12  | 12  | 10  | 6   | 15  | Rit | 3     |
| 9   | Kondo Racing                 | Matsuda    |     |     |     | Rit | 8   | Rit | 14  | 9   | 1     |
| 10  | Motul Team                   | Ide        | 9   | 9   | 10  | 9   | 9   | NP  | 8   | 8   | 1     |
| Pos | Team                         | Piloti     | 2&4 | MOT | FUJ | MOT | SUG | AUT | SUZ | SUZ | Punti |

| Colore  | Risultato             |
| ------- | --------------------- |
| Oro     | Vincitore             |
| Argento | 2º posto              |
| Bronzo  | 3º posto              |
| Verde   | Finito a punti        |
| Blu     | Finito senza punti    |
| Viola   | Ritirato (Rit)        |
| Viola   | Non classificato (NC) |
| Rosso   | Non qualificato (NQ)  |
| Nero    | Squalificato (SQ)     |
| Bianco  | Non partito (NP)      |
| Bianco  | Non ha gareggiato     |
| Bianco  | Infortunato (INF)     |
| Bianco  | Escluso (ES)          |
| Bianco  | Gara cancellata (C)   |

## Gare non valide per il campionato
| Gara | Circuito | Tempo     | Velocità    | Pole Position  | GPV            | Vincitore      | Vettura      | Team                |
| ---- | -------- | --------- | ----------- | -------------- | -------------- | -------------- | ------------ | ------------------- |
| 1    | Fuji     | 31:48.539 | 189,35 km/h | Kei Cozzolino  | Andrè Lotterer | Andrè Lotterer | Swift-Toyota | Petronas Team TOM'S |
| 2    | Fuji     | 31:39.941 | 190,21 km/h | Andrè Lotterer | Andrè Lotterer | Andrè Lotterer | Swift-Toyota | Petronas Team TOM'S |